# انتسو باربونی
انتسو باربونی (به ایتالیایی: Enzo Barboni)، با نام مستعارِ ئی. بی. کلوشه (به لاتین: E. B. Clucher) (زادهٔ ۱۰ ژوئیهٔ ۱۹۲۲ – درگذشتهٔ ۲۳ مارس ۲۰۰۲) کارگردان، فیلم‌بردار و فیلم‌نامه‌نویس ایتالیایی بود. او بیشتر برای کارگردانی فیلم‌های کمدیِ اسلپ‌استیک با نقش‌آفرینیِ ترنس هیل و باد اسپنسر شناخته شده‌است.

## فیلم‌شناسی
- من هنوز ترینیتی هستم (۱۹۷۱)
- پرواز به میامی (۱۹۸۳)